# Дружба (Быховский район)
Дружба (бел. Дружба) — деревня в составе Обидовичского сельсовета Быховского района Могилёвской области Республики Беларусь.

## Население
- 2010 год — 55 человек